# Никола Кашиковић
Никола Т. Кашиковић (Сарајево, 4. децембар 1861 — Сарајево, 22. мај 1927) био је српски публициста, уредник и власник српског књижевног листа Босанска вила, и сакупљач српских народних умотворина.

## Биографија
Рођен је у Сарајеву 1861. године у тадашњем Османском царству. У Сарајеву је завршио Српску нижу гимназију, а након тога Српску учитељску школу у Сомбору 1884. године. Након завршене Српске учитељске школе, ради као учитељ Српске школе у Сарајеву. Сарађивао је у дјечјем листу „Голуб“, који је објављивао пјесме и српске народне умотворине. Био је и сарадник српског књижевног листа „Јавор“, кога је основао Јован Јовановић Змај. Као члан Учитељског збора Српске школе у Сарајеву, заједно са Николом Шумоњом, Божидаром Никашиновићем и Стевом Калуђерчићем 19. октобра 1885. године је био оснивач српског књижевног листа „Босанска вила”. Крајем 1891. године „по савјету српских књижевника“ напушта учитељску службу и потпуно се посвећује вођењу и уређивању часописа Босанска вила. Кашиковић је био трећи уредник Босанске виле, а на тој позицији је био од априла 1887. године до 15. јуна 1914. године. Никола Кашиковић је 1906. године постао члан Српског новинарског удружења са сједиштем у Београду. Био је један од оснивача и председник Српског пјевачког друштва Слога, утемељивач и члан Српског културног и просветног друштва Просвјета.
Поред уредништва, писао је радове о књижевном и културном животу, а као највећи успјех му се приписује прикупљање српских народних умотворина, предања, вјеровања и српске народне поезије.
Преводио је са руског језика.
Никола Кашиковић је био власник Босанске виле од 1889, па до престанка рада Виле 1914. године, када су је аустроугарске власти забраниле.
Године 1886. је засновао породицу са Стојом Здјеларевић, питомицом Завода Мис Аделине Паулине Ирби где је био предавач. У том браку је рођено четворо деце: Предраг (1887), Реља (1890), Сретен (1892) и Танкосава (1893).

### Први свјетски рат
Аустроугарске власти су у току Првог свјетског рата затвориле Кашиковића и његову породицу. Аустроугарска политика је била таква да су готово сви угледни Срби затварани и осуђивани у периоду 1914-1917.
Након што је Аустроугарска окупирала Краљевину Србију, почетком 1916. године су у Београду у стану професора Милорада Павловића Крпе пронађена писма Николе Кашиковића. Према аустроугарским извјештајима, Кашиковићева писма су била компромитујућа и војне садржине о кретању аустроугарске војске. Аустроугарске власти су на основу ових писама 9. марта 1917. године осудиле Николу Кашиковића на десет година робије, а након тога и његову жену и сина. Његова жена Стоја и син Предраг су осуђени на смрт 12. јануара 1918. године, тако што ће мајка да гледа како јој сина вјешају. Касније су помиловани на десет година робије.

### Краљевина СХС
Након завршетка Првог свјетског рата, Кашиковић није успио да обнови лист. Због својих прилика се запослио као учитељ у једној основној школи у Сарајеву. Радио је као учитељ до 1924. године када је пензионисан. Спремао је збирку српских народних умотворина, а објавио је једну књигу под насловим „Народно благо“. Преминуо је 22. маја 1927. године у Сарајеву.

## Награде
Никола Кашиковић је био одликован: 
- Орден Светог Саве III степена
- Орден Белог Орла V степена
- Орден кнеза Данила III степена
- Орден Св. Ане III степена од руског цара Николаја
- Крст Милосрђа